# Tawhitia glaucophanes
Tawhitia glaucophanes là một loài bướm đêm trong họ Crambidae.